# Клубочиха
Клубочиха — деревня в Холмогорском районе Архангельской области.

## География
Находится в центральной части Архангельской области на расстоянии приблизительно 1 км на север по прямой от села Емецк.

## История
В 1905 году здесь (тогда деревня Холмогорского уезда Архангельской губернии) было учтено 13 дворов. До 2022 года входила в Емецкое сельское поселение до его упразднения.

## Население
Численность населения: 53 человека (1905 год), 24 (русские 92 %) в 2002 году, 19 в 2010.